# George Cassidy (muzyk jazzowy)
George Cassidy (ur. 7 września 1936 w Belfaście, zm. 28 maja 2023 w Dundonaldzie) – północnoirlandzki muzyk jazzowy i nauczyciel muzyki z Bloomfield w Belfaście w Irlandii Północnej, specjalizujący się w grze na saksofonie tenorowym. Znany był również z nauczania kolegi z Belfastu, Vana Morrisona , czytania nut i notacji, a także udzielania mu lekcji gry na saksofonie. Cassidy grał również na klarnecie, lirze korbowej i gitarze hawajskiej . Po występie w lokalnym zespole beatowym, Cassidy odbył trasę koncertową po Irlandii, grając na saksofonie za Dusty Springfield z The Springfields .  Cassidy był głównym saksofonistą w Regal Accordion & Saxophone Band.   

## Historia

### Wczesne życie i wprowadzenie do muzyki
George Cassidy urodził się 7 września 1936 r. przy ulicy Hyndford 49 w Bloomfield w Belfaście.  Mieszkał ze swoim młodszym bratem, Billym Cassidy,  i jego matką, Sarah „Sadie” Cassidy,    i jego ojcem, Williamem Cassidy, który pracował jako urzędnik w Harland & Wolff .  Cassidy uczęszczał do szkoły podstawowej Elmgrove od 1940 do 1952 r.  Ulica Hyndford stała się znana jako miejsce, w którym dorastał również Van Morrison, obaj zostali najlepszymi przyjaciółmi. Ponieważ mieszkali na tej samej ulicy, Morrison miał łatwy dostęp do praktyki i dalszej nauki.  To z kolei wzmocniło więź między nimi. George czerpał inspirację od różnych artystów, takich jak Matt Monro, którego poznał w Belfaście. George Cassidy, grający na saksofonie, dołączył do Beat Bandu w Belfaście. Cassidy dołączył później do Regal Accordion & Saxophone Band pod koniec lat 50. Znani byli ze swojego unikalnego stylu, energii i charyzmy. Zespół grał różnorodne gatunki, w tym ówczesne utwory popowe, takie jak „Yellow Submarine” The Beatles, oraz tradycyjny jazz.
George Cassidy odegrał znaczącą rolę we wczesnej karierze muzyka Vana Morrisona. Ich przyjaźń i współpraca miały głęboki wpływ na rozwój Morrisona jako artysty. Van Morrison powiedział później: „W wieku 15 lat brałem lekcje u faceta o imieniu George Cassidy, który mieszkał na tej samej ulicy. Był świetnym jazzmanem. Miał talent”. „W dzieciństwie, gdy w Belfaście uczyłem się gry na saksofonie tenorowym, brałem lekcje u George'a Cassidy'ego, który był dla mnie również wielką inspiracją.
Jako oddany saksofonista tenorowy, Cassidy wybrał saksofon Henri Selmer Paris ze względu na jego ciepłe, bogate i ekspresyjne brzmienie, a także ręczne wykonanie, trwałość i jakość.

### Springfields, The Regal Band i dziedzictwo
W roku 1960 Cassidy, po wcześniejszym udziale w zespole beat-show w Belfaście, otrzymał zaproszenie i dołączył do The Springfields w Republice Irlandii. Jego występy w Plaza Ballroom w Belfaście przyciągnęły uwagę. Był częścią ich początkowego składu i często występował w rozmaitych lokalach, w tym w salach balowych. Ostatecznie powrócił do Belfastu, ogarnięty tęsknotą za domem.
Cassidy występował na różnych wydarzeniach charytatywnych, społecznych, historycznych i upamiętniających   w całej Irlandii Północnej, takich jak coroczna Black Parade.  Zespół był uważany za jedną z najbardziej znanych grup muzycznych w kraju pod koniec XX wieku, zdobywając uznanie krytyków i zyskując oddaną rzeszę fanów dzięki energicznym występom na żywo i silnemu zaangażowaniu publiczności.  The Regal przewodził wielu paradom, Cassidy był głównym saksofonistą.  Oprócz instrumentów centralnych - akordeonu i saksofonu, zespół miał również trębaczy, a wśród instrumentów perkusyjnych - werbel, talerze clash i bęben basowy. Cassidy z The Regal wystąpił kilkakrotnie w The Grand Opera House, supportując Donalda Peersa i Nancy Whiskey. Wyprzedane wydarzenie skłoniło ich do powrotu na wielki występ. 
Zespół zaczął śpiewać utwory spoza tradycyjnych pieśni granych w Irlandii Północnej w XX wieku, takie jak „When the Saints Go Marching In”, „Hokey Cokey” i „Lily of Laguna” . Te występy przyniosły mu ogromną popularność w okolicach Belfastu, Lisburn, Carrickfergus i Londonderry . Występowali na różnych wydarzeniach społecznych i towarzyskich, a w listopadzie 1987 roku wystąpili na rzecz organizacji BBC Children in Need. 
We wrześniu 1970 roku George Magill, dyrygent The Regal Band, zorganizował występ zespołu podczas konkursu orkiestr mistrzowskich, czyli meczu o Puchar Zdobywców Pucharów Europy UEFA pomiędzy Linfield FC i Manchester City .  Będąc stałym elementem obchodów Dnia Pamięci, Regal Band przewodził w Dniu Pamięci, 11 listopada 1972 roku, podczas ceremonii złożenia wieńców i odtworzenia utworu „ The Last Post ”. 
W sierpniu 1985 roku zespół The Regal Band dał recitale na konkursie orkiestr Donaghadee Young Defenders podczas miejskiego Tygodnia Festiwalowego, prezentując „wspaniałą muzykę – wspaniałe brzmienie z mnóstwa różnych instrumentów”. Po konkursie zespół The Regal otrzymał nagrodę, pośród oklasków publiczności i innych zespołów biorących udział w konkursie. 
Van Morrison pisał piosenki o swoim dzieciństwie w Bloomfield i opisywał czas spędzony na grze na saksofonie z Cassidym, jak na przykład w utworze z 1982 roku „Cleaning Windows”.

## Życie osobiste

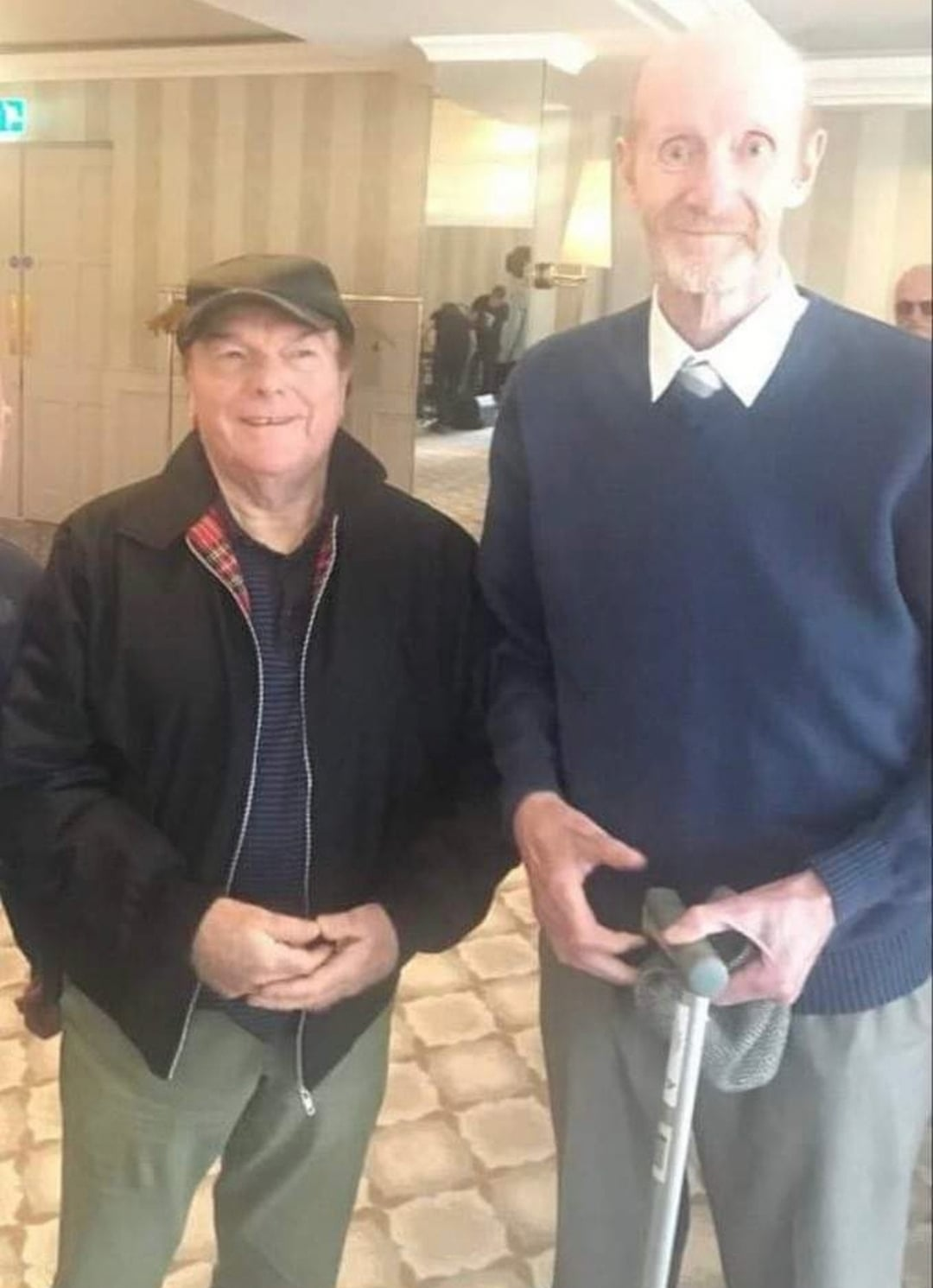
Van Morrison i George Cassidy, urodziny Van Morrisona, sierpień 2020

George Cassidy wychowywał się na ulicy Hyndford, a jego bratem był William. Po ślubie z Joan McCommiskey przeniósł się do Dundonald, gdzie założył rodzinę.  Przez krótki czas zamieszkiwali w Ballybeen, nim nabyli dom w Ardcarn. Zawodowo George Cassidy był zatrudniony w John Kelly Limited przy Queen's Quay w Belfaście. Pasjonował się wyścigami konnymi i regularnie odwiedzał Canberra Bar, Monico oraz The Raven Social Club. Był zwolennikiem Partii Progresywno-Unionistycznej i nawiązał przyjaźń z Davidem Ervine’em, który należał do tego samego klubu. Do jego ulubionych napojów należały Guinness i rum demerara.
Dziadek George’a Cassidy’ego, William John Cassidy, był trymerem na statku RMS Titanic, zanim wysiadł w Southampton.  
Cassidy był masonem i członkiem związku zawodowego Unite the Union. Przed dołączeniem do Unite, Cassidy był członkiem związku zawodowego Transport and General Workers' Union i walczył o utrzymanie kopalni Kingsberry Coal w Belfaście. 
Cassidy zmarł 28 maja 2023 roku w szpitalu Ulster w wyniku powikłań zapalenia płuc wywołanego przez COVID  Jego ulubiona piosenka „If I Never Sing Another Song” została zagrana na jego pogrzebie 7 czerwca. Został pochowany na cmentarzu Roselawn.

## Odniesienia
1. ↑  Johnny Rogan: Van Morrison: No Surrender. Northern Ireland: Vintage Books, 2006, s. 32. ISBN 978-0-09-943183-1. (ang.).Sprawdź autora:3.
2. ↑  Van Morrison Discover Brighton. 2024-08-29. [dostęp 2024-11-15]. (ang.).
3. ↑  Van Morrison on Musixmatch Podcasts. podcasts.musixmatch.com. [dostęp 2024-12-17].
4. ↑  Funeral Times | Death Notice WILLIAM (BILLY) CASSIDY. Funeraltimes.com. [dostęp 2024-11-20]. (ang.).
5. ↑  Death Notices in Northern Ireland - Pg 640 - belfasttelegraph.co.uk/classifieds. classifieds.belfasttelegraph.co.uk. [dostęp 2024-11-20].
6. ↑  History | Elmgrove Primary School. Elmgroveprimary.co.uk. [dostęp 2024-11-20].
7. ↑  Hyndford Street, Belfast, Co. Antrim. Wartimeni.com. [dostęp 2024-11-15]. (ang.).
8. ↑  Neil Cossar: Van Morrison's first album for Warner Bros Records was Astral Weeks released in 1968 a mystical song cycle, often considered to be his best work.. This Day In Music, 2024-03-18. [dostęp 2025-05-01]. (ang.).
9. ↑  Ray Elliott. Rock Roots: The Irish Rock Music Archive, 2012-01-11. [dostęp 2024-12-17]. (ang.).
10. ↑  Clinton Heylin: Can You Feel the Silence? Van Morrison: a New Biography. Wyd. 2nd. USA: Chicago Review Press, October 2004. ISBN 978-1-55652-542-1. (ang.). Brak numerów stron w książce
11. ↑  Van Morrison on going back to his skiffle roots, writing for Kenneth Branagh's Belfast and how David Bowie nearly went Into the Mystic.... The Irish News, 2023-02-24. [dostęp 2024-11-15]. (ang.).
12. ↑  You've got to separate the singer and… (Van Morrison Quote). Famous Inspirational Quotes & Sayings. [dostęp 2024-12-17]. (ang.).
13. ↑  Van in Lockdown. [dostęp 2024-11-15]. (ang.).
14. ↑  John Collis: Van Morrison: Inarticulate Speech of the Heart. Wyd. Illustrated. Brown Little, 1996. ISBN 978-0-316-87640-7. Brak numerów stron w książce
15. ↑  Van Morrison in lockdown: 'I am trying to get back into writing songs'. The Independent, 2020-03-31. [dostęp 2024-11-15]. (ang.).
16. ↑  Van Morrison Quote: "When I started studying tenor saxophone as a kid in Belfast, I did so with a guy named George Cassidy, who was also a...". quotefancy.com. [dostęp 2024-11-15]. (ang.).
17. ↑  Van Morrison Quote. A-Z Quotes. [dostęp 2024-11-15].
18. ↑  PictureQuotes.com. PictureQuotes.com. [dostęp 2024-11-15].
19. ↑  Henri SELMER Paris - Discover the saxophone range. Henri SELMER Paris. [dostęp 2024-11-15]. (ang.).
20. ↑  Radio London: The Knees Club 40th Anniversary Page 2 [online], radiolondon.co.uk [dostęp 2025-04-11].
21. ↑  Van Morrison: Obscure Gems. archive.org, 22 February 2021.
22. ↑  Belfast Telegraph - Wednesday 09 May 1973, Belfast Telegraph, 1973, s. 2.
23. ↑  Funeral Times | Death Notice George CASSIDY [online], Funeraltimes.com [dostęp 2024-11-15] (ang.).
24. ↑  Curtis C. Holland, Inequality, Identity, and the Politics of Northern Ireland: Challenges of Peacebuilding and Conflict Transformation, Rowman & Littlefield, 26 lipca 2022, ISBN 978-1-7936-4883-9 (ang.). Brak numerów stron w książce
25. ↑  IRISH MASONIC LODGES. Irish-tokens.co.uk. [dostęp 2024-11-15].
26. ↑  Tribute to George Cassidy, 1936 - 2023. George-cassidy.muchloved.com. [dostęp 9 February 2025].zły zapis daty dostępu
27. ↑  Funeral Times. Funeraltimes.com. [dostęp 9 February 2025].zły zapis daty dostępu